# 시장 조사
시장 조사(市場調査, market research)는 한 상품이나 서비스가 어떻게 구입되며 사용되고 있는가, 그리고 어떤 평가를 받고 있는가 하는 시장(市場)에 관한 조사이다.
시장조사에는 실로 여러 가지 조사가 포함되어 있으나 크게 나누어서 구입사용실태조사(購入使用實態調査), 판매계획조사(販賣計劃調査), 제품계획조사(製品計劃調査), 수요예측조사(需要豫測調査)의 4가지로 분류할 수 있다.
시장조사는 마케팅의 1차적인 과정으로서 마케팅 전략수립과 관련한 의사 결정을 지원하기 위한 소비자 관련 정보 수집 방법이기도 하다. 제품과 관련한 시장조사는 주로 컨셉개발 조사, 컨셉검증 조사, 시장반응 조사, 분할 조사, 출시전략 조사, 시장진단 조사 등으로 나누기도 한다.

## 분류

### 구입사용실태조사
시장조사 중에서도 가장 기본적인 조사이다. 가령 치약에 관한 조사라면, ‘어느 메이커(maker)의 무슨 치약을 구입하고 있는가’, ‘한달에 평균 얼마나 구입(사용)하고 있는가’, ‘어떤 상점에서 누가 구입하는가’, ‘현재 사용하고 있는 치약을 쓰기 전에는 어느 메이커의 무슨 치약을 사용하고 있었는가’ 하는 항목으로 상품의 구매와 사용의 실태가 조사된다. 이 조사는 특정한 문제를 해결하기 위한 조사를 계획하는 데도 없어서는 안 될 기초적인 자료를 제공한다.

### 판매계획조사
구체적으로 어떤 판매계획을 세웠을 때 매출이 최대가 되고, 또 이윤이 최대가 될 수 있는가하는 판매촉진정책으로서는 광고선전계획·세일즈맨 정책·판매점정책 등이 있다. 이러한 방책이 구체적으로 어느 정도 판매촉진에 기여하고 있는가를 소비자의 입장에서 조사하는 소비자조사와 판매자의 입장에서 조사하는 판매점조사, 그리고 세일즈맨조사로 분류된다. 이 조사도 현단계로서는 아직까지 소비자조사가 중심이 되어 있다고 할 수 있다.

### 제품계획조사
신제품의 개발이나 기존제품의 개량을 위한 여러 가지 조사의 총칭이다. 따라서 구입사용실태조사나 판매계획조사의 결과도 제품계획조사에 활용될 수 있다. 예를 들면, 소비자가 적극적으로 구입·사용하고 있는 제품과 그렇지 않은 제품과는 어떤 점이 차이가 나는가, 그런 실태가 도시와 농촌에서, 또 지역이나 계절에 따라서 혹은 개인의 사회적 속성, 예컨대 성별·연령별·학력별·직업별 등에 의해서 어떻게 변화하는가 하는 사실은 이러한 기초조사에 의해서 밝혀지는 것이므로 제품계획을 위한 가장 기본적 자료로써 활용된다.
제품계획을 위한 조사연구로 가장 특징적인 것으로는 ‘상품화테스트’와 ‘시장실험(市場實驗)’을 들 수 있을 것이다. 상품화테스트는 신제품 또는 개량품의 각종 시작품(試作品)을 소비자에게 제시하여 이들 제품의 기능·성능·품질·형상·색채 및 가격 등에 대하여 각각 어떤 조건의 것이 가장 인기를 끄는가를 조사하는 것이다. 나아가서 단순히 조사만 하는 것이 아니라 일정한 지역에서 일정한 기간 동안, 실제로 이들 시작품을 발매해 봄으로써 제품테스트를 하는 것이 시장실험이다. 일반적으로는 여러 방법이 병용되며 여러 가지로 검토된다.

### 수요예측조사
수요예측조사는 문제의 성질상 일반적으로 상당히 섬세하고 교묘한 조사가 요구됨으로써 표본수가 많아진다는 점, 조사결과의 분석처리에서 고도의 통계적 방법이 적용된다는 점 등의 특징이 있다. 이 종류의 조사는 종래에도 매출을 통계할 때 계열분석 등에 의하여 실시되어왔으며, 이러한 경제적 지표 뿐만 아니라 사람들의 그 상품에 대한 태도·이미지·평가라는 심리적 지표나 계급·계층·집단 및 집단규범 또는 역할이라는 사회적 지표까지도 동시에 고려함으로써 예측의 정확도·정밀도를 높이는 등, 여론조사나 시장조사의 기술의 진보를 수요예측에 도입하기도 한다.

## 같이 보기
- 카피 테스트
- 마케팅